# Capricchia

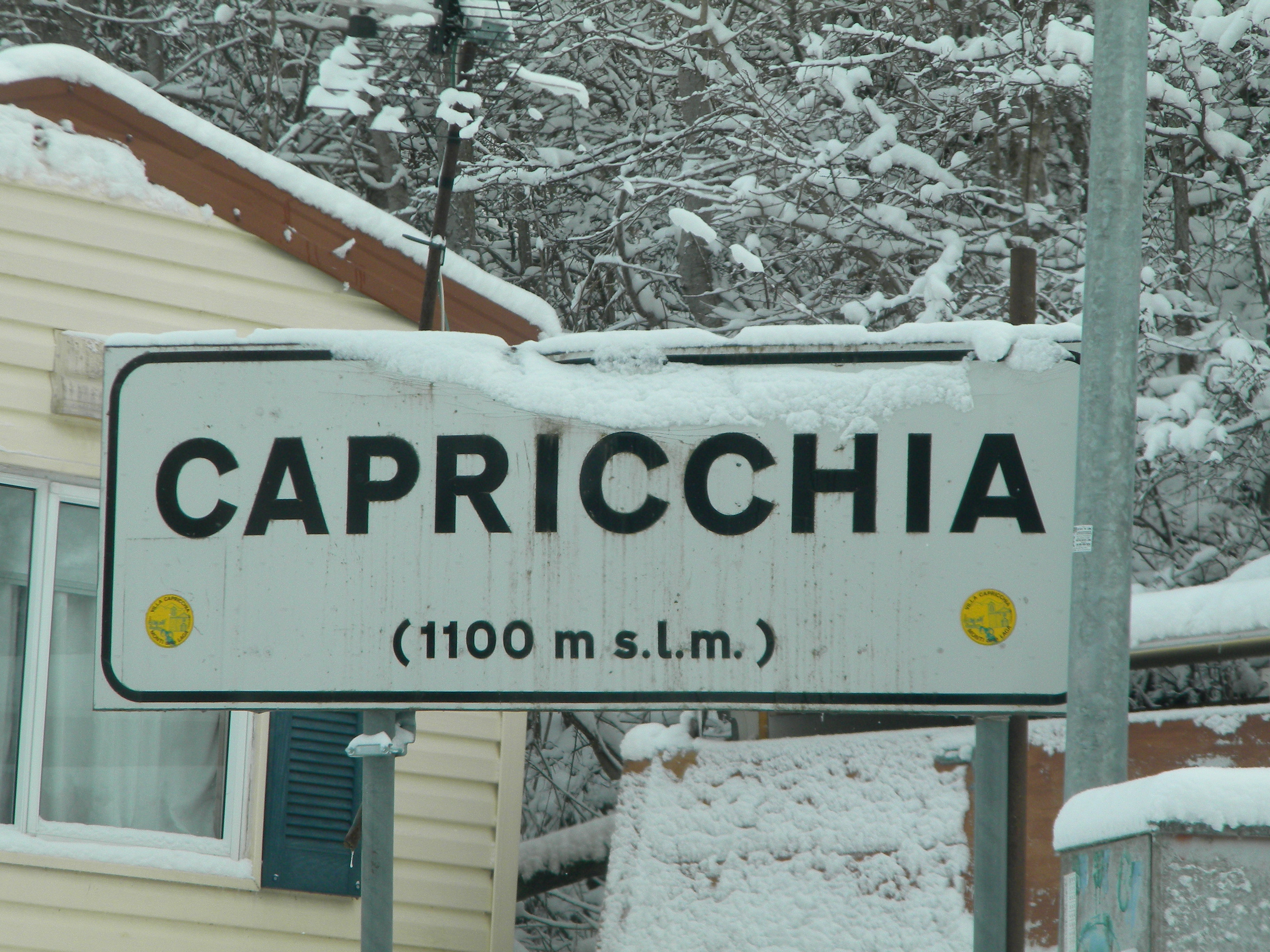

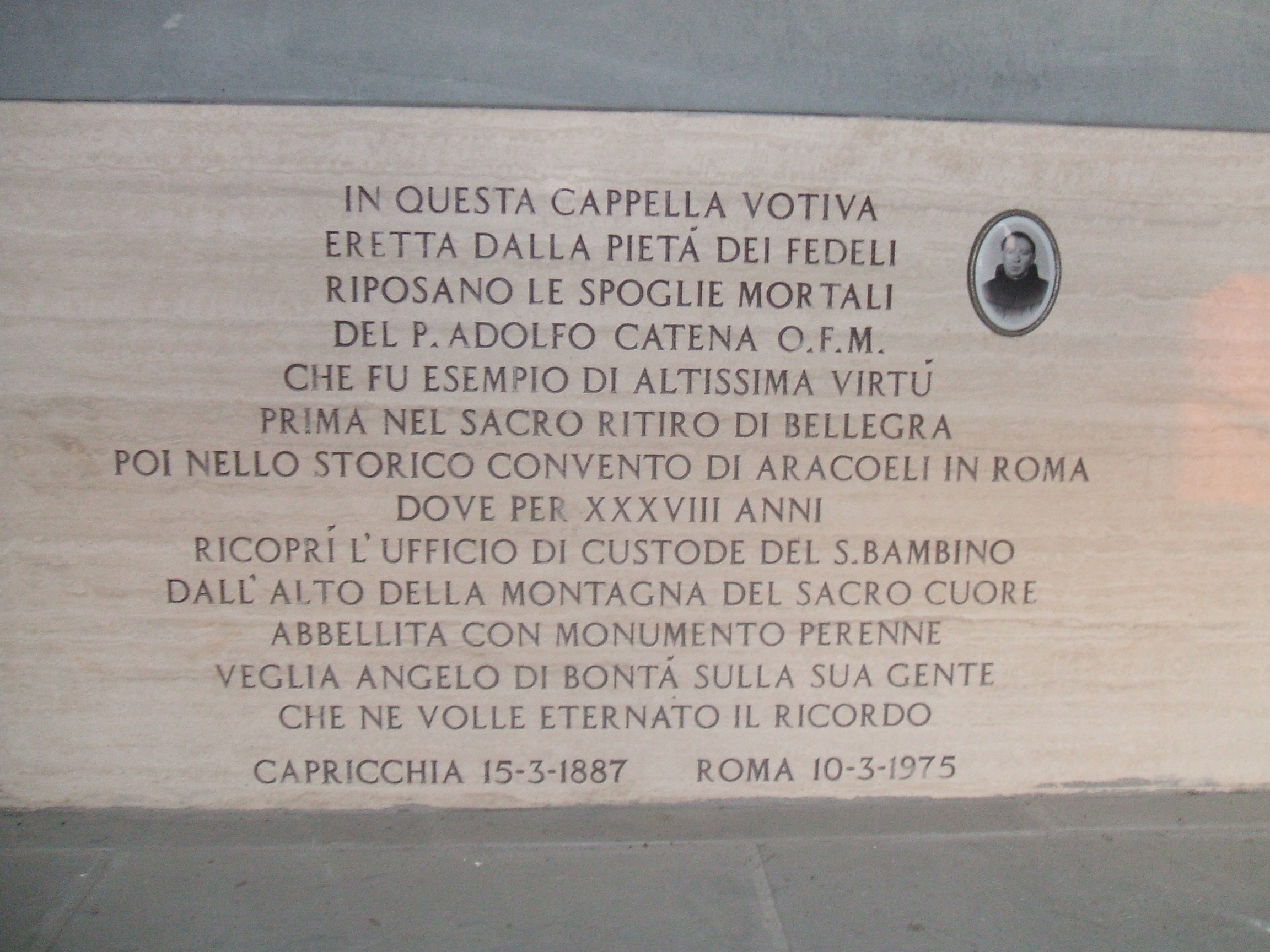

Capricchia è una delle 69 frazioni del comune di Amatrice, in provincia di Rieti. È abitata da 22 residenti, che popolano la frazione anche d'inverno, e da 350 persone che vi abitano solo durante l'estate.

## Territorio
Si trova a mt. 1 103 all'interno del Parco nazionale del Gran Sasso e Monti della Laga. In particolare, il monte Gorzano, il più alto del Lazio con i suoi 2 458 metri, si raggiunge dal versante laziale partendo proprio da Capricchia e passando per il Monte del Sacro Cuore (1 340 mt). Il Sacro Cuore è il monte di Capricchia e sulla sua cima si trova una Chiesa che il 20 agosto ospita una funzione religiosa e una fiaccolata con relativa Sagra della Panonta.
Nel Parco nazionale vivono molti animali selvatici come il lupo appenninico, il cervo, il camoscio, il tasso, la volpe, il cinghiale, l'istrice e l'aquila reale, presente con alcune coppie nidificanti nelle forre più inaccessibili, che da alcuni anni sono monitorate con regolarità. Nella zona di Capricchia, in particolare, è stata censita la presenza del Gambero di fiume italiano (Austropotamobius pallipes italicus), specie rara ad alto rischio di estinzione.

## Storia
La comunità di Capricchia è citata in due documenti del XVI secolo, in cui sono registrate le visite pastorali del 1573 del vescovo Camaiani e del 1580 del vescovo Aragona presso la chiesa di Santa Maria della Castagna, annessa alla parrocchiale di San Maria del Popolo di Preta e sotto la giurisdizione dell'Abbazia di San Lorenzo a Trione.
Danneggiato più volte dai terremoti, nel 1641 il paese di Capricchia si separò dall'Università dell'Amatrice.
Nel 1926 venne realizzato l'acquedotto, mentre nel 1932 erano registrati 152 abitanti.
Il 22 agosto 1965, su iniziativa di padre Adolfo Catena, francescano originario del paese e custode del Bambinello dell'Ara Coeli di Roma, venne inaugurata una grande statua in bronzo del Sacro Cuore di Gesù come ex voto per aver salvato Capricchia dagli orrori della seconda guerra mondiale. Il monumento, raggiungibile a piedi dal paese e posto a 1 381 m s.l.m., è costituito da una piramide in vetro e cemento armato, al cui interno sono custodite le spoglie di Padre Catena, ed è meta di pellegrinaggi.

### Terremoti del 2016-2017

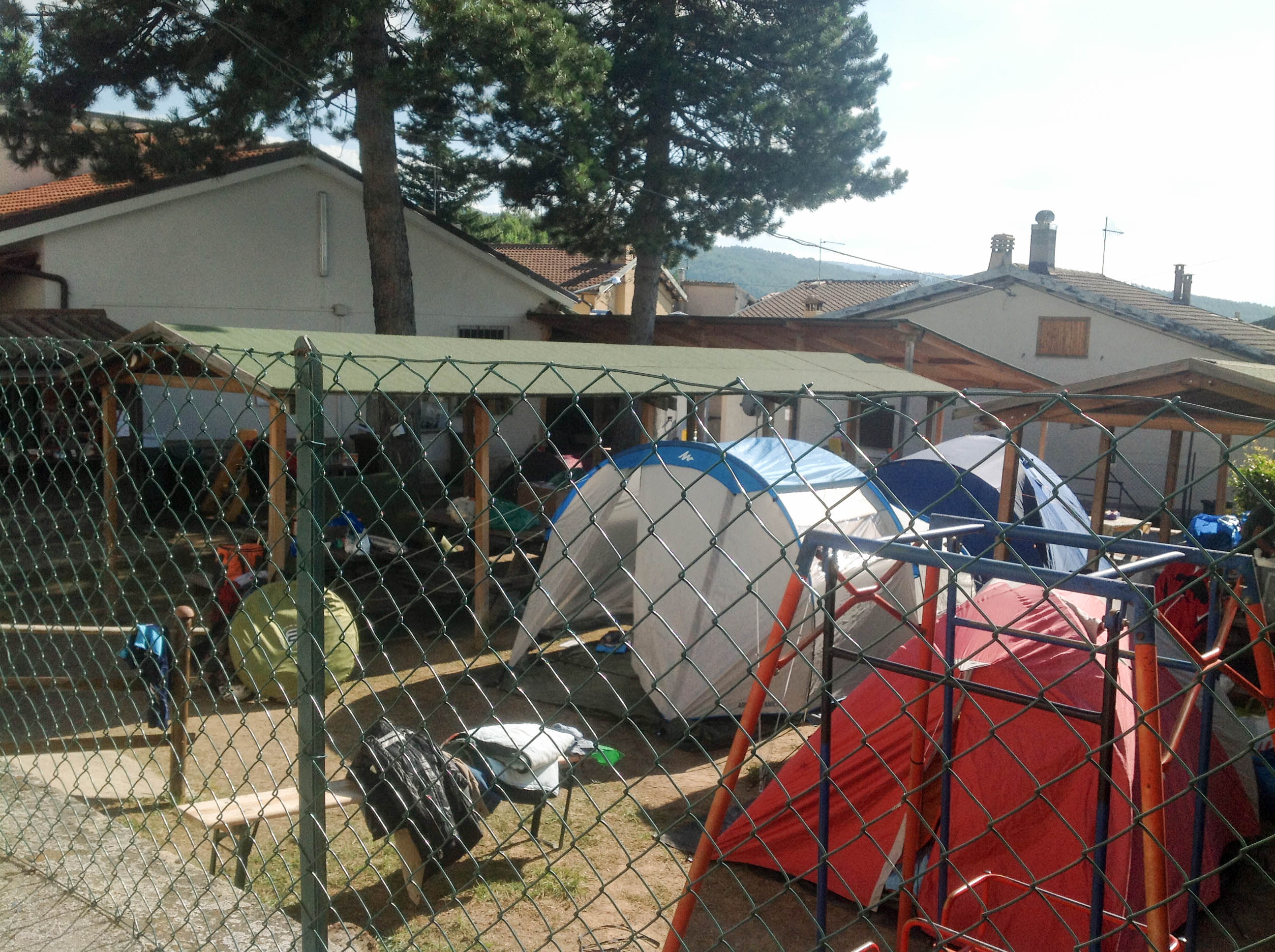
Campo autogestito

In seguito ai terremoti del 24 agosto 2016, del successivo 30 ottobre e del 18 gennaio 2017 il paese è stato quasi completamente distrutto. Resta operativa la Pro Loco, che ha svolto opera di sostegno ai residenti, diventati nel frattempo 30. 
Nel settembre 2017 sono stati edificati nei pressi del paese 9 moduli SAE, Soluzioni abitative di emergenza, per i residenti, mentre si progetta la costruzione di un luogo di ritrovo per la comunità di fronte a quello già attivo della Pro Loco. Nell'estate 2017 è stato inaugurato un piccolo villaggio, chiamato "Villaggio Vittoria", per l'accoglienza di capricchiari che desiderano tornare durante i mesi estivi nonostante il paese sia interamente zona rossa.
Nel corso del 2016-2017 i capricchiari hanno avuto l'aiuto dei comuni di Vitorchiano (VT), Poggio Mirteto Scalo, Stimigliano (RI), Ponzano Romano (RM), Moretta (CN), di alcuni privati di Siena e del Cesena Calcio. L'attività di Capricchia ha richiamato l'attenzione di molti mezzi di informazione.

## Monumenti e luoghi d'interesse
Le prime notizie su Capricchia risalgono al XVI secolo e ancora oggi si possono ammirare conci datati 1500. Troviamo anche una quercia secolare, una fontana del XIX secolo e la chiesa dell'Annunziata. Nel periodo estivo è in funzione anche un Museo delle Arti e Tradizioni.

## Società

### Tradizioni e folclore
- Ogni 20 agosto si tiene la tradizionale sagra della Panonta.[10]
- La prima domenica di settembre si tiene la festa patronale in onore dell'Addolorata.[10]